# محمد شهر (خوسف)
محمد شهر هي مدينة في مقاطعة خوسف، إيران. عدد سكان هذه المدينة هو 3,590 في سنة 2016.